# صادق احمدی
صادق احمدی (۱۲۹۹–۱۳۷۰) نماینده مجلس در دوره بیست و یکم از کرمانشاه و وزیر دادگستری در دوره پهلوی بود.

## تولد و تحصیلات
احمدی در سال ۱۲۹۹ در کرمانشاه به دنیا آمد. پس از اتمام تحصیلات دوره متوسطه وارد دانشکده حقوق و علوم سیاسی دانشگاه تهران شد و از این دانشگاه لیسانس حقوق قضائی را دریافت کرد.

## فعالیت‌های سیاسی و قضائی
صادق احمدی در سال ۱۳۲۵ پس از اخذ مدرک لیسانس وارد وزارت دادگستری شد و مدارج مختلفی مانند دادیاری و ریاست شعبه و … را تا ریاست سازمان بازرسی نخست‌وزیری طی نمود. او در بیست و یکمین دوره مجلس شورای ملی از حوزه کرمانشاه وارد مجلس شد و در مجلس با لایحه موسوم به کاپیتولاسیون که از سوی حسنعلی منصور ارایه شده بود به مخالفت پرداخت و نسبت به عواقب آن هشدار داد. او در دوره بیست و دوم در حالی که مشغول فعالیت‌های انتخاباتی بود از سوی ساواک دستگیر و ضمن منع از ادامه فعالیت تا پایان انتخابات در تهران تحت‌الحفظ نگه داشته شد.
وی پس از مدتی دوباره به فعالیت‌های اداری برگشت و در آذرماه ۱۳۴۷ به عنوان معاون پارلمانی وزیر دادگستری منصوب شد. احمدی سرانجام در سال ۱۳۵۲ به سمت وزیر دادگستری انتخاب شد و تا سال ۱۳۵۵ در این سمت باقی ماند. او مدتی نیز ریاست دادگاه انتظامی قضات را بر عهده داشت. احمدی از قضات دارای استقلال قضائی و خوشنام محسوب می‌شد.